# 黑木郁美
黑木郁美（日语：黒木いくみ，1992年8月10日—），日本前AV女優。之前所屬的事務所是オールプロモーション。2019年9月改名為「黑居綠（黒居ろく，くろい ろく）」。

## 個人簡介
2016年以「朝日奈奈（あさひ奈々，あさひ なな）」為藝名在AV界出道。所屬事務所是馬克斯集團。
同年5月26日於Twitter宣布所屬事務所是オールプロモーション，並改名為「黑木郁美」
本人及所屬事務所在2019年3月宣布從AV女優畢業
2019年9月16日改名為黑居綠。
離開事務所後，主要以「黑居綠」為藝名在進行攝影會、Cosplay和遊戲實況等活動，還在2019年建立於YouTube的遊戲實況頻道。2019年12月在YouTube公開海外的採訪。
出身於北陸地方，演出AV前是一名看護師。興趣是玩遊戲、聽音樂、滑雪和茶道。

## 外部連結
- 黒居ろく的X（前Twitter）
- 黑木郁美的Instagram帳戶
- YouTube上的6ch.ろくちゃんどっと/黒居ろくの趣味全開ちゃんねる
- YouTube上的なぜ彼女はAV女優になったのか
- YouTube上的AV女優さんへのQ&A